# Fáramászó meztelencsiga
A fáramászó meztelencsiga (Lehmannia marginata) Európában honos meztelencsiga-faj, többnyire fákon, vagy elpusztult fák kérge alatt található. 

## Megjelenése
A csiga hossza kinyújtózva 50–80 mm. Halvány szürkésbarna színű, oldalain egy-egy szélesebb sötét sáv látható, melyek gyakran foltsorrá szakadoznak. Háta közepén világosabb csík húzódhat. Köpenye az állat hosszának egyharmadát teszi ki, rajta három sötét sáv található, de ezek - különösen a középső - gyakran felszakadoznak, összekeverednek vagy teljesen hiányoznak. Farkának felső része rövid, de jól látható élt formál. A fiatal példányok sötét vörösesbarnák, kétoldalt sötétebb sávval. Bőrük áttetsző, nyálkájuk tiszta, ha megzavarják nagy mennyiségű vizes nyálkát bocsát ki magából. Légzőnyílása a köpeny hátsó harmadánál, jobboldalt található. Talpa szürkésfehér, háromsávos, közepe sötétebb árnyalatú.

## Elterjedése és életmódja

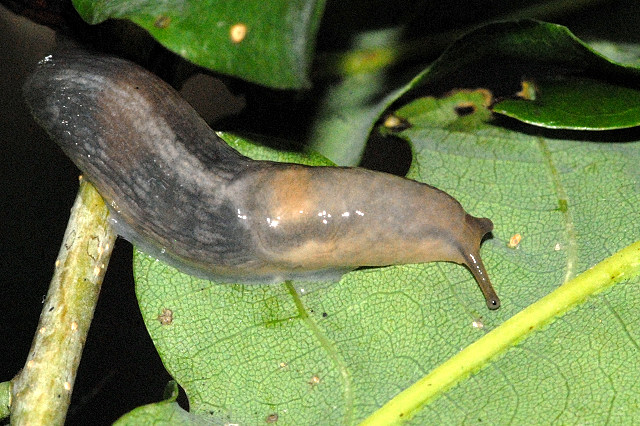

Közép-Európától a Brit-szigetekig fordul elő, Észak-Skandináviából már hiányzik. Svájcban 2300 m magasságig találták meg.
Többnyire erdőkben a fákon, vagy kidőlt, korhadó fák kérge alatt található meg. Ritkábban nyíltabb területeken, kertekben is előfordul ha az ottani fák kérgét vagy sziklákat, falakat nagyobb mennyiségű alga borítja. A felületekre tapadt moszatokkal, zuzmókkal, gombákkal táplálkozik; elsősorban a fakéregre telepedett moszatokat eszi. Fenyőerdőkben a sziklákon növő zuzmókkal is táplálkozik. Szükség esetén, ha nincs más tápláléka elpusztult meztelencsigákba is belekóstol.
4–5 mm-es, áttetsző, sárgás, ovális petéit 10-30-as csomagokban rakja le a talajba, évente akár többször is. A petékből az időjárástól függően 30-120 nap múlva kelnek ki az 5–10 mm hosszú csigák. A következő évben, 50–60 mm hosszúan lesznek ivarérettek, élettartamuk 2,5-3 év.
Viszonylag gyakori faj, de az intenzíven hasznosított mezőgazdasági területekről hiányzik. Élőhelye pusztulása és a légszennyezés veszélyeztetheti.
Magyarországon nem védett.